# Ctenusa rectilinea
Ctenusa rectilinea är en fjärilsart som beskrevs av Fawcett 1916. Ctenusa rectilinea ingår i släktet Ctenusa och familjen nattflyn. Inga underarter finns listade i Catalogue of Life.